# Pyrus chosrovica
Pyrus chosrovica är en rosväxtart som beskrevs av V.N. Gladkova. Pyrus chosrovica ingår i släktet päronsläktet, och familjen rosväxter. Inga underarter finns listade i Catalogue of Life.